# Stanisław Łopuchow
Stanisław Łopuchow (ros. Станисла́в Ю́рьевич Лопухо́в, ur. 27 listopada 1972) – rosyjski pływak, srebrny medalista olimpijski z Atlanty
Zawody w 1996 były jego jedynymi igrzyskami olimpijskimi. Po medal sięgnął w sztafecie stylem zmiennym 4x100 metrów, tworzyli ją również Władimir Sełkow, Dienis Pankratow i Aleksandr Popow. Na 100 metrów stylem klasycznym był dwukrotnym medalistą mistrzostw Europy na krótkim basenie, sięgając po srebro w 1997 i brąz w 1995. W 1997 zdobył też srebro w sztafecie stylem zmiennym.